# Habsburg (gemeente)

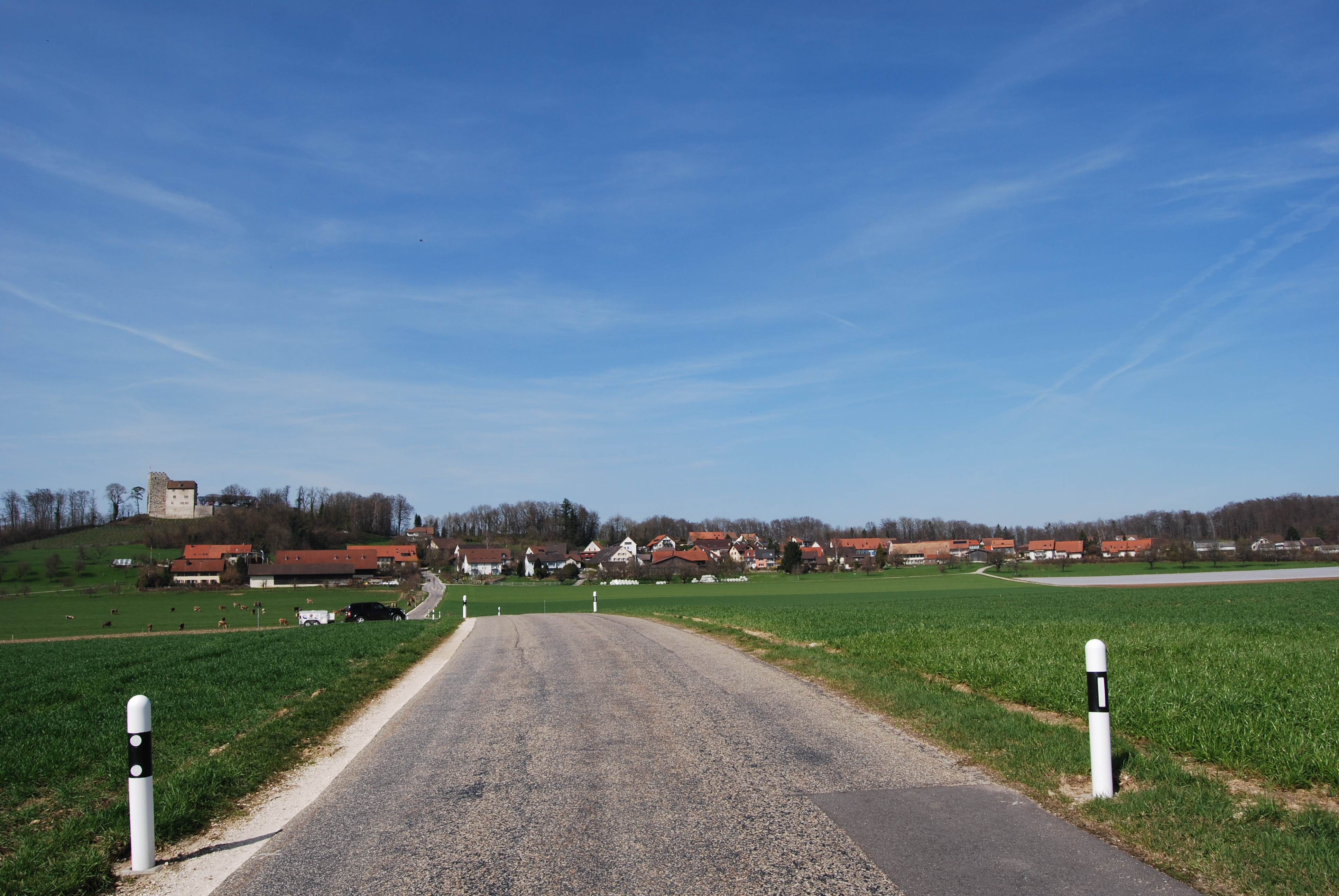
Habsburg

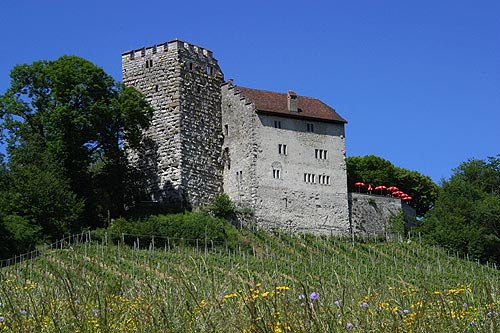
De Habichtsburg, het stamslot van het huis Habsburg

Habsburg is een gemeente en plaats in het Zwitserse kanton Aargau en maakt deel uit van het district Brugg.
Habsburg telt 412 inwoners.